# 穆杰塔巴·阿贝迪尼
穆杰塔巴·阿贝迪尼·舒尔马斯提（波斯語：مجتبی عابدینی شورمستی，1984年8月11日—），伊朗男子击剑运动员，2014年亚洲运动会男子佩剑团体银牌得主、2018年亚洲运动会男子佩剑团体银牌得主、2019年世界击剑锦标赛男子佩剑个人铜牌得主。